# ایلدیکو اولاکی-ریتو
ایلدیکو اولاکی-ریتو (مجاری: Rejtő Ildikó, Újlaky Jenőné, Sági Györgyné؛ زادهٔ ۱۱ مهٔ ۱۹۳۷) شمشیرباز زن اهل مجارستان بود.
وی در مسابقات کشوری و بین‌المللی در مجموع برندهٔ ۷ مدال طلا، ۱۰ مدال نقره، ۵ مدال برنز شده‌است.